# Fabryka Samochodów Osobowych „Syrena” w Kutnie
Fabryka Samochodów Osobowych „Syrena” w Kutnie SA – polski producent samochodów, kontynuator tradycji FSO i FSM, plany obejmują zaprojektowanie i wdrożenie małoseryjnej produkcji pojazdów, nawiązujących stylistyką do polskich samochodów: Syrena, Polonez, Nysa, Mikrus, Warszawa.
W 2017 Fabryka Samochodów Osobowych „Syrena” otrzymała ponad 4,6 mln zł z Narodowego Centrum Badań i Rozwoju w ramach Programu sektorowego INNOMOTO. Pozyskaną dotację FSO „Syrena” przeznaczyła na rozwój nowego modelu samochodu osobowego o napędzie elektrycznym. Spółka opracowała hatchback o napędzie benzynowym Vosco S106 należący do segmentu B, uzyskując na niego w 2018 homologację - poprzednim polskim samochodem osobowym, który uzyskał homologację był Polonez. Kolejnym filarem działalności konstrukcyjnej FSO „Syrena” ma być rozwój koncepcji i uruchomienie produkcji samochodu o napędzie elektrycznym w oparciu o hybrydową konstrukcję nośną, stanowiącą wynik własnych prac badawczo-rozwojowych.

## Pojazdy
- Vosco S106
- Vosco S106EV[5]

## Samochód elektryczny
Znajdujący się w fazie testów drogowych model Vosco S106EV, nawiązujący wyglądem do produkowanej niegdyś Syreny, wyposażony został w silnik o mocy nominalnej 115 kW (ok. 156 KM) z możliwością włączenia trybu sport (175 kW, 240 KM). Silnik zasilać będą akumulatory o pojemności 31,5 kWh, co przy jeździe w trybie mieszanym ma pozwolić na przejechanie ponad 200 km na jednym ładowaniu (w przyszłości zasięg ma być zwiększony nawet do 250 km). Pojazd wyposażono w złącze Combo2, które umożliwia ładowanie prądem stałym, co przy standardowej ładowarce o mocy ok. 30 kW ma pozwolić na uzupełnienie akumulatora w ciągu godziny. Auta mają być także wyposażone w ładowarkę pokładową o mocy 3,3 kW, która ma ładować samochód z gniazdka sieciowego w domu w czasie ok. 10–11 godzin. Rozpoczęcie produkcji seryjnej było planowane na 2021 rok.